# 「あると」の「あ」
『「あると」の「あ」』は、赤石路代による日本の漫画。『別冊少女コミック』（小学館）にて、1988年12月号から連載された。単行本は全4巻、文庫版は全2巻。

## あらすじ
幼い頃に父親が自殺し、母子家庭で育ったあるとは、天才的なピアノの才能を持ちながらも、経済的な理由で高校進学を諦めていた。しかし母親があるとに内緒で、友人で有名指揮者・千家宣威にあるとの演奏テープを送っていた。それを聞いた千家が、東京音大付属へ推薦してくれることに。
千家の長男・北斗と、初恋の相手・三枝勝と出会ったあると。北斗はアイドルピアニストとして、三枝は盲目のバイオリニストとして活躍していた。そして、3人を結びつけるある秘密が明らかになる。

## 登場人物
栢山 あると（かやま あると）
主人公。幼い頃から、ピアノ教室を営む母親の下で才能を開花させていった。「あると」という名前はモーツァルトに由来する。
千家 北斗（せんけ ほくと）
宣威の長男。アイドルピアニストとして活躍する。顔と七光りだけで実力はいまいち、と陰口を叩かれる。かつては史菜の心を掴んだ演奏をしていたが、現在は冷たく感じる演奏しかしなくなってしまった。
三枝 勝（さえぐさ しょう）
あるとの初恋の相手。盲目のバイオリニスト。デル・ジェス＝グァルネリを愛用。
千家 夕映（せんけ ゆえ）
宣威の長女で、北斗の妹。あるとと同い年。かっこいいお兄ちゃんが大好き。
千家 宣威（せんけ のぶたか）
日本を代表する指揮者。あるとの母親とは、彼女がドイツに留学していた時からの友人。
須藤 史菜（すどう ふみな）
北斗のガールフレンド。美人で人当たりが良く、成績優秀。北斗からは「史姫」、下級生からは「史菜さま」などと呼ばれる。